# 黄齿雪山报春
黄齿雪山报春（学名：Primula elongata）为报春花科报春花属下的一个种。其种加词“elongata”意为“长的”。

## 变种
- Primula elongata var. barnardoana (W.W.Sm. & Kingdon-Ward) C.M.Hu